# Pays-Bas au Concours Eurovision de la chanson 1968
Les Pays-Bas ont participé au Concours Eurovision de la chanson 1968 le 6 avril à Londres, Angleterre, au Royaume-Uni. C'est la 13e participation néerlandaise au Concours Eurovision de la chanson.
Le pays est représenté par Ronnie Tober et la chanson Morgen, sélectionnés par la NTS au moyen de la finale nationale Nationaal Songfestival.

## Sélection

### Nationaal Songfestival 1968
Le radiodiffuseur néerlandais, Nederlandse Televisie Stichting (NTS), prédécesseur de la Nederlandse Omroep Stichting (NOS), organise la 11e édition du Nationaal Songfestival (en), pour sélectionner la chanson et l'artiste représentant les Pays-Bas au Concours Eurovision de la chanson 1968.
La finale nationale néerlandaise, présentée par Elles Berger (nl), a lieu le 28 février 1968 au Tivoli à Utrecht.

#### Finale
Quatre chansons ont participé à cette sélection et sont toutes interprétées en néerlandais, langue nationale des Pays-Bas.
Lors de cette sélection, c'est la chanson Morgen, interprétée par Ronnie Tober, qui fut choisie. Le chef d'orchestre sélectionné pour les Pays-Bas à l'Eurovision 1968 est Dolf van der Linden.

## À l'Eurovision
Chaque pays a un jury de dix personnes. Chaque juré attribue un point à sa chanson préférée.

### Points attribués par les Pays-Bas
| 3 points | France                   |
| 2 points | Monaco Royaume-Uni       |
| 1 point  | Irlande Luxembourg Suède |

### Points attribués aux Pays-Bas
| 10 points | 9 points | 8 points | 7 points | 6 points |
| --------- | -------- | -------- | -------- | -------- |
|           |          |          |          |          |
| 5 points  | 4 points | 3 points | 2 points | 1 point  |
|           |          |          |          | - Italie |

Ronnie Tober interprète Morgen en 2e position lors de la soirée du concours, suivant le Portugal et précédant la Belgique.
Au terme du vote final, les Pays-Bas terminent 16es et derniers — à égalité avec la Finlande — sur les 17 pays participants, ayant reçu 1 point du jury italien,.